# Ariadna pectinella
Ariadna pectinella är en spindelart som beskrevs av Embrik Strand 1913. Ariadna pectinella ingår i släktet Ariadna och familjen sexögonspindlar. Inga underarter finns listade i Catalogue of Life.